# クリック! 怪盗帝国
クリック! 怪盗帝国は、株式会社ブシロードが提供するブラウザゲーム、および、そのゲームを配信するウェブサイト。

## 概要
2010年12月12日、ブシロードにより『クリック! 怪盗帝国』がリリースされた。メディアミックス作品「Project MILKY HOLMES」シリーズの登場人物らが登場するブラウザゲームであり、誰でも無料でプレーすることができる。ゲームの内容としては、いわゆる「連打ゲーム」であり、クリックを連打する必要があるゲームである。
ブシロードの公式発表では、このゲームについて「ただの連打ゲーと思いきや、難易度は予想以上に高く、高速連打をしなければならないのに、あまりに高速で連打すると、怪盗『トゥエンティ』に邪魔されるという何とも鬱陶しいコンテンツ」であると説明している。公開直後より世界中からアクセスがあり、わずか2日で累積プレイ回数がのべ10万回を突破した。

## 内容
ストーリーとしては、逃走する怪盗「アルセーヌ」を捕まえるため、プレイヤーは探偵「小林オペラ」を操作して追いかけるという趣向となっている。追跡する際には、プレイヤーのクリックを連続して打鍵する必要がある。これは、探偵の追いかける速さが、プレイヤーのクリックの速度に依存するためである。
また、他の怪盗から妨害を受けた際には、小林が率いる探偵チーム「ミルキィホームズ」のメンバーの特殊能力を使って切り抜ける必要がある。そのため、4名のメンバーの中から、事態に応じた特殊能力を持つメンバーを一瞬で選択しなければならない。

## 他メディアとの関連
このゲームを配信するウェブサイトには、「twitterでつぶやく」ボタンが用意されている。ゲーム終了後にこのボタンを押下すると、ゲームの結果などをツイッターに投稿することができる。